# Francia en los Juegos Olímpicos de Pekín 2008
Francia estuvo representada en los Juegos Olímpicos de Pekín 2008 por un total de 309 deportistas que compitieron en 25 deportes.  
El portador de la bandera en la ceremonia de apertura fue el piragüista Tony Estanguet.

## Medallistas
El equipo olímpico francés obtuvo las siguientes medallas:
| Nombre                                                            | Deporte               | Competición                |
| ----------------------------------------------------------------- | --------------------- | -------------------------- |
| Oro                                                               |                       |                            |
| Equipo                                                            | Balonmano             | Torneo M                   |
| Julien Absalon                                                    | Ciclismo de montaña   | Campo a través M           |
| Anne-Caroline Chausson                                            | Ciclismo BMX          | Individual F               |
| Jérôme Jeannet Fabrice Jeannet Ulrich Robeiri                     | Esgrima               | Espada por eqs. M          |
| Nicolas Lopez Julien Pillet Boris Sanson                          | Esgrima               | Sable por eqs. M           |
| Steeve Guénot                                                     | Lucha grecorromana    | 66 kg M                    |
| Alain Bernard                                                     | Natación              | 100 m libre M              |
| Plata                                                             |                       |                            |
| Mahiedine Mekhissi-Benabbad                                       | Atletismo             | 3000 m con obstáculos M    |
| Khedafi Djelkhir                                                  | Boxeo                 | Pluma (57 kg) M            |
| Daouda Sow                                                        | Boxeo                 | Ligero (60 kg) M           |
| Grégory Baugé Kévin Sireau Arnaud Tournant                        | Ciclismo en pista     | Velocidad por eqs. M       |
| Jean-Christophe Péraud                                            | Ciclismo de monataña  | Campo a través M           |
| Laëtitia Le Corguillé                                             | Ciclismo BMX          | Individual F               |
| Fabrice Jeannet                                                   | Esgrima               | Espada ind. M              |
| Nicolas Lopez                                                     | Esgrima               | Sable ind. M               |
| Thomas Bouhail                                                    | Gimnasia artística    | Salto de potro M           |
| Vencelas Dabaya                                                   | Halterofilia          | 69 kg M                    |
| Benjamin Darbelet                                                 | Judo                  | –66 kg M                   |
| Lucie Décosse                                                     | Judo                  | –63 kg F                   |
| Amaury Leveaux Fabien Gilot Frédérick Bousquet Alain Bernard      | Natación              | 4 × 100 m libre M          |
| Amaury Leveaux                                                    | Natación              | 50 m libre M               |
| Fabien Lefèvre                                                    | Piragüismo en eslalon | K1 M                       |
| Julien Bontemps                                                   | Vela                  | RS:X M                     |
| Bronce                                                            |                       |                            |
| Mehdi Baala                                                       | Atletismo             | 1500 m M                   |
| Manuela Montebrun                                                 | Atletismo             | Martillo F                 |
| Alexis Vastine                                                    | Boxeo                 | Wélter (69 kg) M           |
| Mickaël Bourgain                                                  | Ciclismo en pista     | Velocidad ind. M           |
| Benoît Caranobe                                                   | Gimnasia artística    | Concurso completo ind. M   |
| Stéphanie Possamaï                                                | Judo                  | +78 kg F                   |
| Teddy Riner                                                       | Judo                  | +100 kg M                  |
| Christophe Guénot                                                 | Lucha grecorromana    | 74 kg M                    |
| Yannick Szczepaniak                                               | Lucha grecorromana    | 120 kg M                   |
| Alain Bernard                                                     | Natación              | 50 m libre M               |
| Hugues Duboscq                                                    | Natación              | 100 m braza M              |
| Hugues Duboscq                                                    | Natación              | 200 m braza M              |
| Marie Delattre Anne-Laure Viard                                   | Piragüismo            | K2 500 m F                 |
| Germain Chardin Julien Desprès Dorian Mortelette Benjamin Rondeau | Remo                  | Cuatro sin timonel (M4-) M |
| Julien Bahain Cédric Berrest Jonathan Coeffic Pierre-Jean Peltier | Remo                  | Cuatro scull (M4x) M       |
| Gwladys Épangue                                                   | Taekwondo             | –67 kg F                   |
| Anthony Terras                                                    | Tiro                  | Skeet M                    |
| Bérengère Schuh Virginie Arnold Sophie Dodemont                   | Tiro con arco         | Femenino por eqs. F        |
| Guillaume Florent                                                 | Vela                  | Finn M                     |
| Nicolas Charbonnier Olivier Bausset                               | Vela                  | 470 M                      |